# Secret de famille (film, 2021)
Pour les articles homonymes, voir Secret de famille (homonymie).
Pour plus de détails, voir Fiche technique et Distribution.
Secret de famille (A Primeira Morte de Joana) est un film brésilien réalisé par Cristiane Oliveira, tourné en 2020 et sorti en 2021.

## Synopsis
Rio do Sul, 2007. La vie de Joana, 13 ans, est bouleversée par le décès de sa grand-tante Rosa, qui l'avait aidée à développer ses dons artistiques. Voir sa dépouille la bouleverse, ce qui la fait s'interroger sur la mort et le sens de la vie. En outre, un mystère entoure Rosa : pourquoi la défunte n'a-t-elle jamais eu d'homme dans sa vie ? Pour en savoir plus, elle interroge sans pour autant obtenir de réponse vraiment satisfaisante sa mère Lara, sa grand-mère Norma et d'autres, jusqu'au rémouleur qui la connaissait bien. Parallèlement, elle vit une grande histoire d'amitié avec sa camarade de classe Carolina, l'amitié se muant progressivement sans qu'elle s'en rende bien compte en amour.

## Fiche technique
- Titre original : A Primeira Morte de Joana
- Titre français : Secret de famille
- Réalisation : Cristiane Oliveira
- Scénario : Cristiane Oliveira et Silvia Lourenço, avec la collaboration de Gustavo Galvão
- Musique : Arthur de Faria
- Décors : Adriana Nascimento Borba
- Costumes : Isadora Fantin et Mariane Collovini
- Photographie : Bruno Polidoro
- Son : Hudson Vasconcelos
- Sociétés de production : OKNA Produçãoes, Epicentre Films
- Sociétés de distribution : 
  -  Brésil : Lança Filmes
  -  France : Epicentre Films
- Budget : 1.600.000 reis
- Pays d'origine : Brésil, France
- Format : Couleurs - 2.35:1
- Genre : drame
- Durée : 91 minutes
- Dates de sortie :
  - France : 4 août 2021
  - Brésil : 17 août 2021

## Distribution
- Leticia Kacperski : Joana
- Isabella Bressone : Carolina, l'amie de Joana
- Joana Vieira : Lara, la mère de Joana
- Lisa Becker : Norma, la grand-mère de Joana
- Roberto Oliveira : le rémouleur
- Rosa Campos Velho : Rosa, la grand-tante de Joana

## Accueil du film
En France, la critique est plutôt positive, quoique mitigée. Allociné, à partir d'une interprétation de huit critiques, propose une moyenne de 3,1/5. Nicolas Didier parle d'« un beau film en suspension » dans Télérama tandis que Jacques Mandelbaum évoque quant à lui dans Le Monde un « film maniériste qui, sans doute par désir de délicatesse, cultive la parcimonie de l’action et l’absence des affects nous laisse hélas loin derrière lui. » Julie Loncin parle, dans Les Fiches du Cinéma d'un « récit initiatique oscillant entre charme et maladresse ».
Pierre Gelin-Monastier écrit de son côté dans Profession Audio|Visuel : « Avec Secret de famille, nous sommes sur le seuil des possibles, où tout n’est encore qu’en bourgeonnement, en attente indécise d’une première éclosion. Si certaines zones d’ombre demeurent dans le scénario et le montage, il reste que Cristiane Oliveira nous offre une œuvre honorable, dont l’intérêt doit beaucoup à la belle interprétation des deux jeunes protagonistes, Letícia Kacperski et Isabela Bressane. »